# Erik Hersman
Erik Hersman est un blogueur et entrepreneur spécialisé dans l'impact et l'application des nouvelles technologies en Afrique. Il a grandi au Soudan et au Kenya. 
Il est diplômé de la Kenya's Rift Valley Academy et de la Florida State University.
Il est à la tête des sites Internet WhiteAfrican et AfriGadget, ce dernier étant un site "multi-auteur" ayant pour objectif de montrer l'ingéniosité africaine. AfriGadget a été sélectionné dans le Top 50 des meilleurs sites du Time de 2008.
Il est le cofondateur d'Ushahidi (« témoignage » en swahili), un site Web de production participative créé pour cartographier les incidents de violence au cours de la crise du Kenya entre 2007 et 2008. Ushahidi a depuis été utilisé pour rapporter la violence à Madagascar et le processus électoral en Afghanistan. En décembre 2009, le Réseau Omidyar a annoncé un investissement de 1,4 million de dollars pour soutenir la croissance de la plate-forme.
Marié à Rinnie, il trois jeunes enfants. Il a quitté sa maison de Floride en décembre 2009 et est retourné au Kenya.
Il a fondé iHub, un centre d'innovation technologique de Nairobi, en mars 2010. Il s'agit d'un espace ouvert pour les technologues, les investisseurs, les entreprises de technologie et les hackers à Nairobi.
Il est le cofondateur de BRCK, un 'générateur de secours pour l'Internet' et l'une des premières startups hardware en Afrique, qui a recueilli 1,2 million de dollars en juillet 2014.